# 聖書の登場人物の一覧
聖書の登場人物の一覧（せいしょのとうじょうじんぶつのいちらん）は、聖書に登場する人物の一覧である。

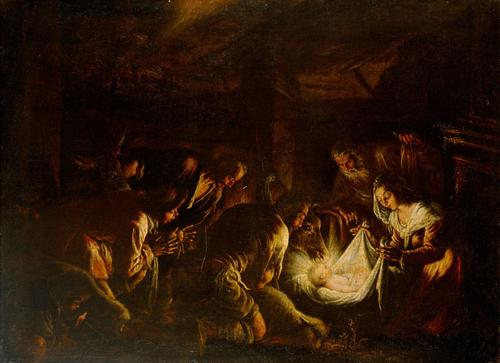
羊飼いたちの訪問
Francesco Bassano the Younger（16世紀）

## 代表的な人物（五十音順）

### 旧約聖書（ヘブライ聖書）
- アダム
- アビシャグ
- アブサロム
- アブラハム（アブラムから改名）
- アベド・ネゴ（アザルヤ）
- アベル
- アロン
- アモス
- イサク
- イザヤ
- イゼベル
- エステル
- エサウ
- エゼキエル
- エズラ
- エノク
- エノク (カインの息子)
- エバ（イブとも表記される、アダムの妻）
- エリシャ
- エリヤ
- エレミヤ
- オナン
- カイナン
- カイン

- ゴリアテ
- サウル
- サムエル
- サムソン
- サラ（サライを改名）
- シェバ
- シャドラク（ハナンヤ）
- ゼカリヤ
- ゼパニヤ
- セト（セツ）
- セム
- ソロモン
- ダニエル（ベルテシャツァル）
- ダビデ
- デボラ（女預言者）
- テラ
- トバルカイン
- ナオミ
- ネブカドネザル2世
- ノア
- バラク (モアブ王)
- バラク (士師)
- ヒラム
- ボアズ
- ホセア
- フルダ（ホルダ、女預言者）　<列王記下 22:14>
- ミリアム（女預言者、アロンとモーセの姉）
- メシャク（ミシャエル）
- メトシェラ（メトセラ）
- ミカ
- モアブ
- モーセ
- モルデカイ
- ヤコブ（イスラエル）
- ヤベツ
- ヤペテ
- ヨアハズ（ウジヤまたはアハズヤ）
- ヨシュア
- ヨシヤ
- ヨセフ (ヤコブの子)
- ヨナ
- ヨブ
- ラケル
- リベカ
- ルツ
- レア
- レビ
- レメク
- レメク (ノアの父)
- ロト

### 旧約聖書続編
- トビト
- ユダ・マカバイ

- ユディト
- マナセ

### 新約聖書

#### 四福音書
- アンデレ （12使徒のひとり、ペトロの兄弟）
- アンナ（老女の預言者）
- アンナス （カヤパのしゅうと、大祭司）
- イエス・キリスト （イイスス・ハリストス、イエズス）
- エリサベト （洗礼者ヨハネの母、イエスの母マリアの親族）
- カイアファ （カヤパ、カヤファ、大祭司）
- 姦通の女 <ヨハネ 8:2>
- クレオパ　<ルカ 24:18>
- ザアカイ （エリコの徴税人の頭）　<ルカ 19:2>
- ザカリア (洗礼者ヨハネの父、祭司）
- サマリアの女　<ヨハネ 4:7>
- サロメ
  - サロメ (ヘロディアの娘)　<マルコ 6:22>[注釈 1]
  - サロメ (イエスの弟子)　<マルコ 15:40>
- シメオン　<ルカ 2:25>
- シモン
  - 重い皮膚病の人シモン　<マルコ 14:3>
  - キレネのシモン　<マルコ 15:21　ルカ 23:26>
  - 熱心党のシモン （12使徒のひとり）
  - ファリサイ派のシモン　<ルカ 7:36>
  - ペトロ （シモン・ペトロ、ペテロ、ケファ）
- スザンナ （イエスの弟子）
- ゼベダイ （使徒ヨハネ、使徒ヤコブの父）
- ゼベダイの子らの母
- 罪深い女 <ルカ 7:37>
- 東方の三博士（マギ）
- トマス （12使徒のひとり）
- ニコデモ（ユダヤの最高法院のメンバー）　<ヨハネ 3:1>
- バラバ
- エリコの盲人バルティマイ（英語版）　<マルコ 10:46>
- バルトロマイ （12使徒のひとり）
- 羊飼いたちの訪問（英語版） （生まれたばかりのイエスを訪問した）
- 百人隊長(1)　<マタイ 8:6>
- 百人隊長(2)　<マタイ 27:54>
- ピラト （ポンティオ・ピラト、ローマ帝国の属州総督）
- フィリポ （12使徒のひとり）
- ヘロデ大王
- ヘロデ・アンティパス （ヘロデ大王の息子）
- ヘロディア （ヘロデヤ）
- マタイ （12使徒のひとり）
- マリア - 3人のマリア
  - イエスの母マリア （聖母マリア）
  - マグダラのマリア
  - マリア (マルタの妹) （ベタニアのマリア）
  - マリア (小ヤコブとヨセの母)
  - マリア (クロパの妻)
- マルコ (福音記者)
- マルタ (マリアの姉)
- 会堂長ヤイロ　<マルコ 5:22>
- ヤイロの娘
- ヤコブ
  - ヤコブ (ゼベダイの子) （12使徒のひとり）
  - ヤコブ (アルファイの子) （12使徒のひとり）
  - ヤコブ (イエスの兄弟)
- ユダ
  - イスカリオテのユダ （12使徒のひとり）
  - ユダ (タダイ) （12使徒のひとり）
- ヨセフ
  - ナザレのヨセフ （イエスの養父）
  - アリマタヤのヨセフ
- ヨハネ
  - 洗礼者ヨハネ
  - 使徒ヨハネ（ゼベダイの子、福音記者ヨハネ）
- ヨハンナ （ヘロデの家令クザの妻・イエスの弟子）
- ラザロ　（マリア、マルタの兄弟）
- ルカ　（福音記者）

#### 使徒言行録
- アグリッパ1世　（ヘロデ大王の孫。ヘロデ王と呼ばれる[1]）　<使徒行伝 12:1>
- アグリッパ2世 （アグリッパ王）　<使徒行伝 25:13>
- アナニヤ(1)　<使徒行伝 5:1>
- アナニヤ(2)　<使徒行伝 9:10>
- アナニヤ(3) （大祭司アナニヤ）　<使徒行伝 23:2>
- ガイオ(1)　<使徒行伝 19:29>　（ガイオ(1)、ガイオ(2)、ガイオ(3)、ガイオ(4)は同名の別人[2]）
- ガイオ(2)　<使徒行伝 20:4>
- ガマリエル <使徒行伝 5:34、使徒行伝 22:3>
- 皮なめしのシモン　<使徒行伝 9:43>
- コルネリウス（コルネリオ、百人隊長）　<使徒行伝 10:1>
- シラス　<使徒行伝 15:22>
- ステファノ（ステパノ、七人執事のひとり）　<使徒行伝 6:5>
- タビタ（ドルカス、ペトロによって生き返る） <使徒行伝 9:36>
- テモテ　<使徒行伝 16:1　テサロニケ人への第一の手紙 1:1>
- パウロ（サウロ）
- バルナバ　<使徒行伝 4:36>
- フィリポ（七人執事のひとり）　<使徒行伝 6:5>
- フェストゥス （ローマ帝国の属州総督）
- フェリクス （ローマ帝国の属州総督）
- プリスキラとアクラ（ローマからコリントに移ってきたキリスト教徒夫婦） <使徒行伝 18:2>
- マルコ　<使徒行伝 15:37>
- ヤコブ (イエスの兄弟)　<使徒行伝 21:18>
- ルデヤ（リディア） （紫布の商人） <使徒行伝 16:14>

#### パウロ書簡・公同書簡
- ガイオ(3)　<ローマ人への手紙 16:23　コリント人への第一の手紙 1:14>
- ガイオ(4)　<ヨハネの手紙三　ヨハネの第三の手紙 1:1>
- テトス　<ガラテヤ人への手紙 2:1　コリント人への第二の手紙 2:13>
- フィレモン（ピレモン）　<ピレモンへの手紙 1:1>
- ルカ（福音記者）　<コロサイ人への手紙 4:14>

## 大祭司
旧約聖書
- メルキゼデク
- アロン
- ピネハス
- エルアザル
- エリ
- アヒメレク
- アビアタル
- ツァドク（ザドク）
- ヒルキヤ
- セラヤ

新約聖書
- アンナス
- カイアファ（カヤファ、カヤパ）
- アナニヤ(3)　<使徒行伝 23:2>

## 預言者
旧約聖書
- アモス
- アロン
- ダニエル
- デボラ
- エリヤ
- エリシャ
- エゼキエル

- イザヤ
- エレミヤ
- ヨエル
- ヨナ
- ハバクク
- ハガイ
- ホセア

- マラキ
- ミカ
- ミリアム
- モーセ
- ナホム
- ネヘミヤ
- ナタン

- オバデヤ
- サムエル
- ゼカリヤ
- ゼパニヤ（ゼファニヤ）

新約聖書
- アンナ
- 洗礼者ヨハネ
- アガボ　<使徒行伝 11:28>

## ヤコブ（イスラエル）の息子
イスラエル人とはヤコブの十二人の息子たちの子孫のことであるが、「十二部族」と呼ぶ場合には、祭司の部族であるレビ族を含まない。後にユダヤ人と呼ばれるようになるのは、ユダ、ベニヤミンの2部族にレビ族を加えた者たちのことである（列王記上 11-12章、歴代誌下 11:13-14）。並びは出生順。
- ルベン
- シメオン
- レビ
- ユダ

- ゼブルン
- イッサカル
- ダン
- ガド

- アシェル
- ナフタリ
- マナセ（ヨセフの長男）
- エフライム（ヨセフの次男）

- ベニヤミン

## 士師（裁き人）
並びは歴代順。
- オトニエル（オテニエル）
- エフド
- シャムガル

- バラク
- ギデオン
- トラ

- ヤイル
- エフタ
- イブツァン

- エロン
- アブドン
- サムソン

- サムエル

## イスラエル王国とユダ王国の王
並びは歴代順。「イスラエル王国」「ユダ王国」も参照。
王国分裂以前の王
- サウル
- イシュボシェト（イシ・ボセテ）
- ダビデ、妻バト・シェバ（ソロモンの母）
- ソロモンサムエル記ソロモン王の死後から、南北イスラエルの分裂後の王の系譜

イスラエル王国
- ヤロブアム1世（ヤラベアム1世）
- ナダブ
- バシャ（バアシャ）
- エラ
- ジムリ
- オムリ
- アハブ
- アハズヤ（アハジヤ）
- ヨラム（エホラム）（アハブの子）
- イエフ（エフー、エヒウ）
- ヨアハズ（エホアハズ）
- ヨアシュ（エホアシュ）
- ヤロブアム2世（ヤラベアム2世）
- ゼカルヤ（ゼカリヤ）
- シャルム
- メナヘム
- ペカフヤ
- ペカ（ペカハ）
- ホシェア（ホセア）

ユダ王国
- レハブアム（レハベアム）
- アビヤム（アビヤ）
- アサ
- ヨシャファト（ヨシャパテ、エホシャファト）
- ヨラム（ヨシャファトの子）

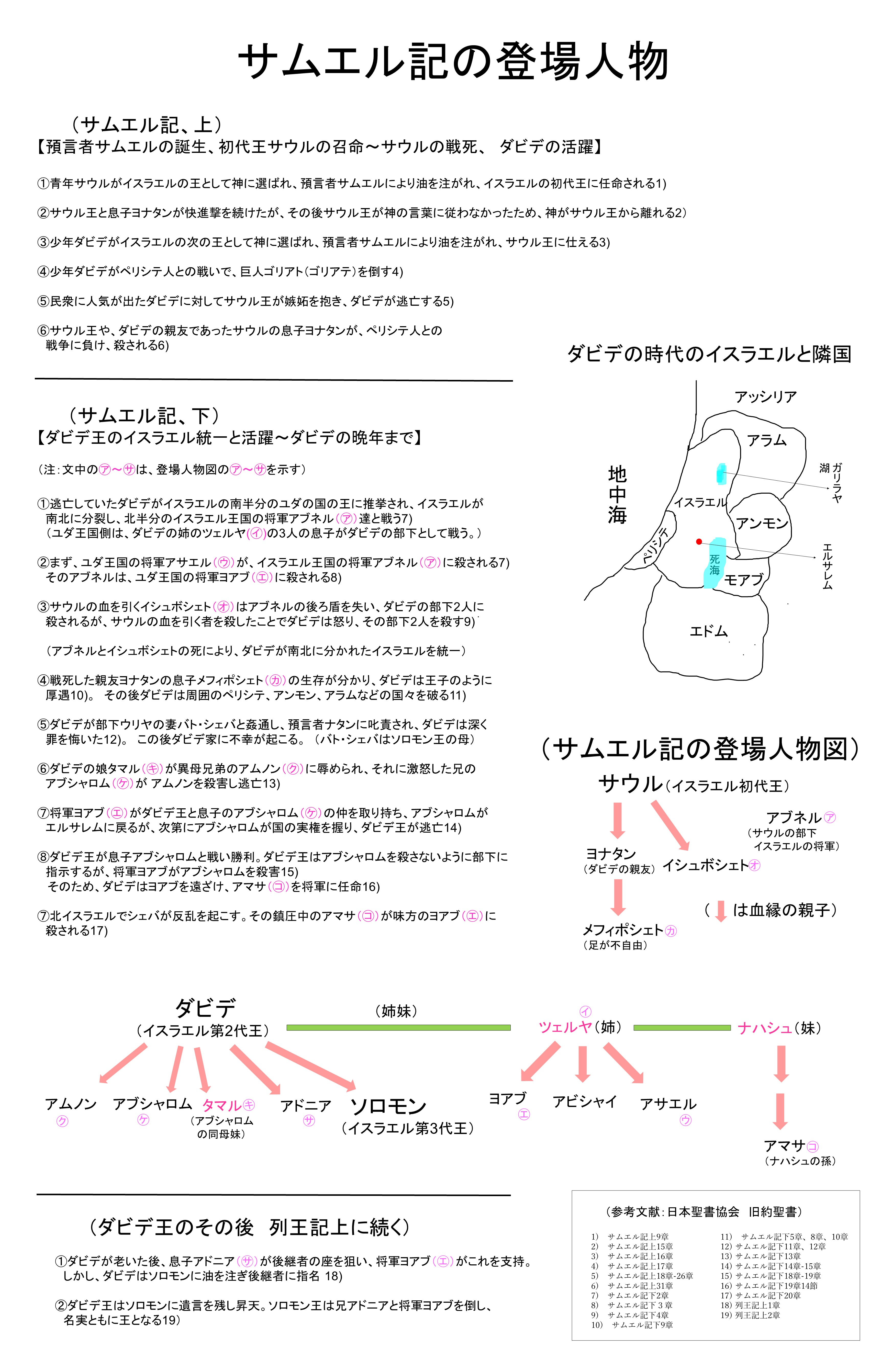
サムエル記

- アハズヤ（アハジヤ、アザリヤ、エホアハズ）（ヨラムの子）
- アタルヤ（アタリヤ）
- ヨアシュ（エホアシュ）
- アマツヤ（アマジヤ）
- ウジヤ（アザリヤ）
- ヨタム
- アハズ
- ヒゼキヤ
- マナセ
- アモン
- ヨシヤ
- ヨアハズ（エホアハズ）（ヨシヤの子）
- エホヤキム（エリヤキム）
- エホヤキン（エコニヤ、コニヤ）
- ゼデキヤ

## バビロンのからの帰還者
- ネヘミヤ
- エズラ
- ゼルバベル
- ヨシュア (祭司)

## イエスの使徒たち
- シモン・ペトロ
- アンデレ（シモン・ペトロの兄弟）
- ヤコブ（ゼベダイの子）
- 使徒ヨハネ（ゼベダイの子、福音記者ヨハネ）

- フィリポ
- バルトロマイ （ナタナエル）
- トマス
- マタイ（福音記者）

- ヤコブ（アルファイの子）
- ユダ（ヤコブの子ユダ、タダイ）
- 熱心党のシモン
- イスカリオテのユダ（イエスを裏切る）

上記使徒のリストはマタイ 10:2-4, マルコ 3:16-19, ルカ6:14-16, 使徒 1:13による。
- マティア（イスカリオテのユダの死後、空席を埋める。使徒 1:15-26）

12人に加えて、70人あるいは72人の使徒（七十門徒）が数えられることがある。70人あるいは72人の弟子をイエスが派遣したという記述に基づくが、人名は伝承による。以下はそのうち代表的な人物。
- マルコ（福音記者、本名はヨハネだが通称マルコと呼ばれる）
- ルカ（福音記者、使徒言行録の記者）

- ヤコブ（イエスの兄弟）
- ステファノ

使徒パウロは、生前のキリストに会ったことがないが、栄光のキリストに会い、直接派遣されたとして、使徒と呼ばれる。パウロは上記12人および70人には含まれない。